# Histoire Naturelle

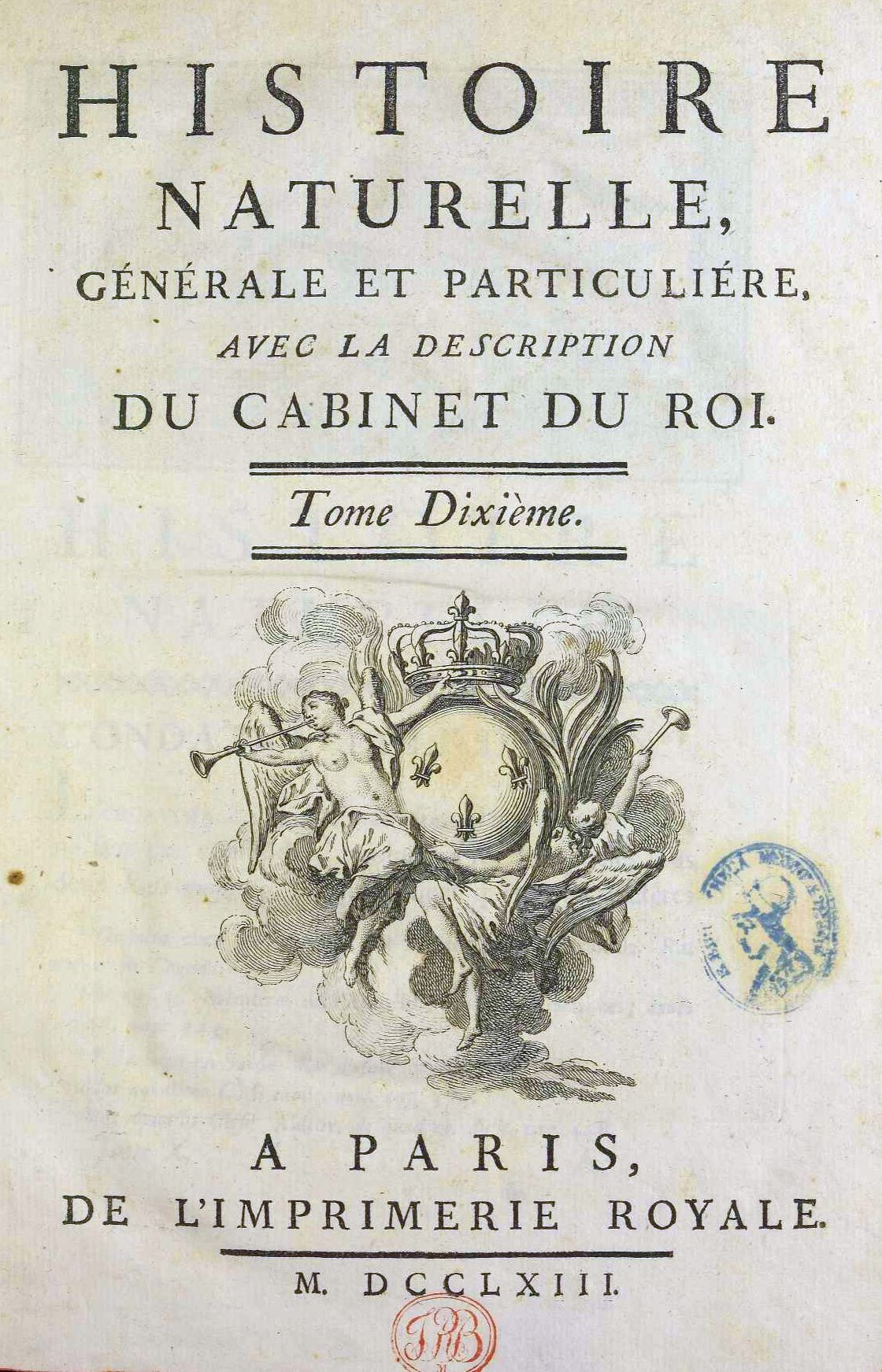

Histoire Naturelle, générale et particulière, avec la description du Cabinet du Roi (1749-1804) é uma coleção enciclopédica de 36 grandes volumes escritos pelo conde de Buffon ao longo de grande parte da vida. Foi continuada em mais oito volumes depois de sua morte por seus colegas, liderados por Bernard Germain de Lacépède. Os livros cobrem a área do conhecimento que na época era conhecida como "ciências da natureza" , incluindo o que hoje seria chamado de ciência dos materiais, física, química e tecnologia, bem como a história natural dos animais.